# Challex
Challex (pronunciado /ʃalɛ/) es una comuna francesa situada en el departamento de Ain, de la región de Auvernia-Ródano-Alpes.

## Demografía
| 479 | 545 | 712 | 817 | 967 | 1 057 | 1 225 | 1 385 | 1 518 |
| Para los censos de 1962 a 1999 la población legal corresponde a la población sin duplicidades (Fuente: INSEE [Consultar]) |     |     |     |     |       |       |       |       |

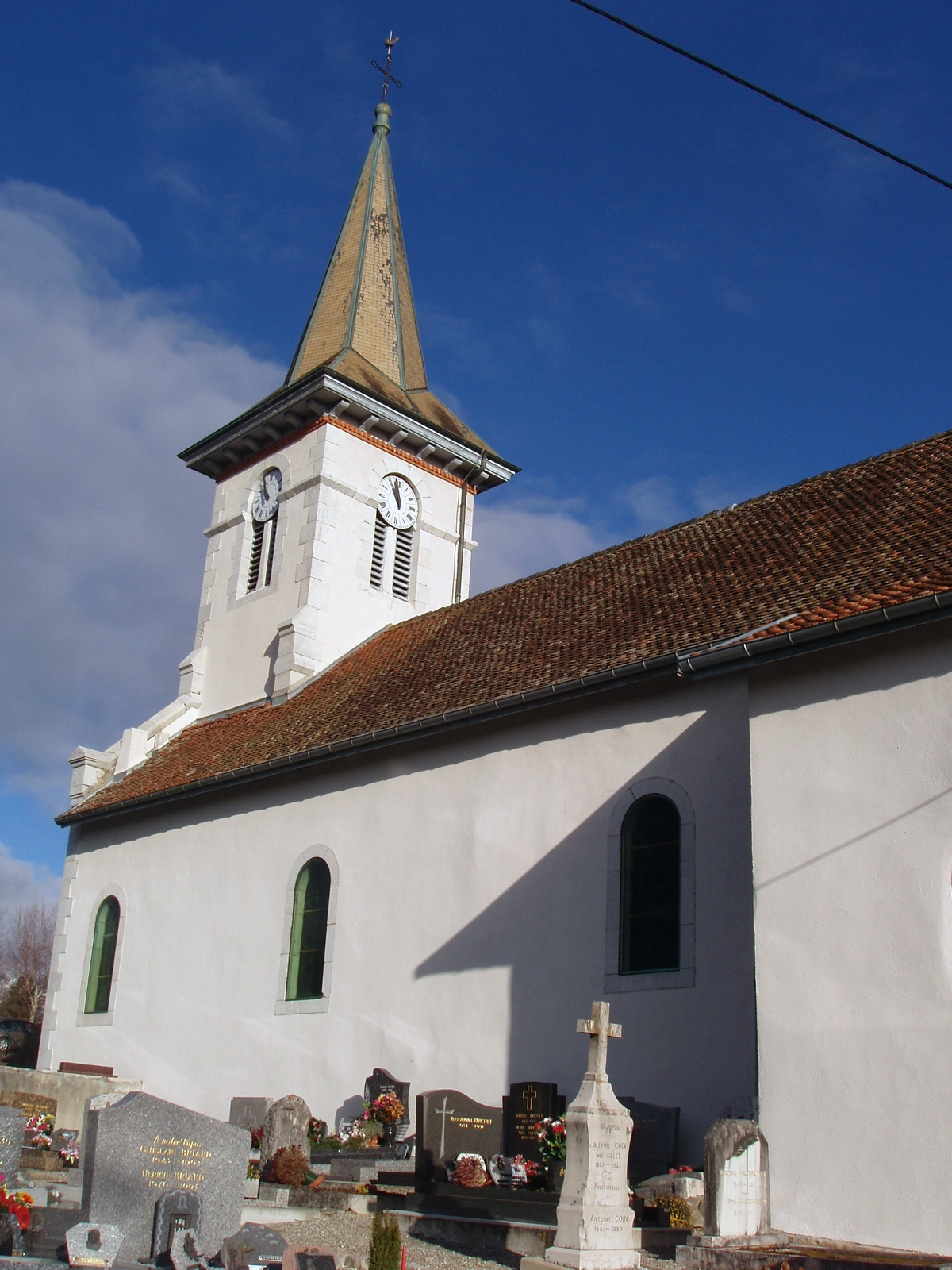
Iglesia de Challex